# HD 115153
Désignations
HD 115153, également connue par sa désignation dans le catalogue Hipparcos de HIP 64688, est une naine jaune de la constellation de la Vierge. Elle brille d'une magnitude visuelle apparente de 8,06. Elle est distante de ∼ 133 a.l. (∼ 40,8 pc) de la Terre et elle s'éloigne du système solaire avec une vitesse radiale de +14 km/s.

## Propriétés
HD 115153 est une naine jaune de type spectral G5V. C'est donc une étoile située actuellement sur la séquence principale, qui fusionne l'hydrogène contenu dans son cœur en hélium par la chaîne de réactions proton-proton. Avec un âge estimé à 11,7 milliards d'années, elle est cependant plus âgée que le Soleil. Sa masse vaut 93 % celle du Soleil mais elle possède un rayon qui est de 104 % celui du Soleil. Sa température de surface est de 5 567 K et sa luminosité vaut environ 89 % celle du Soleil.